# Yana-Wara
Yana-Wara é um filme de drama e mistério peruano de 2023 escrito e codirigido por Óscar Catacora junto com Tito Catacora. É a obra póstuma de Óscar Catacora, após sua morte em 26 de novembro de 2021, durante as filmagens na província de El Collao devido à apendicite. O filme foi selecionado como a entrada peruana para o Melhor Longa-Metragem Internacional no 97º Oscar e para o Melhor Filme Ibero-Americano no 39º Prêmio Goya.

## Sinopse
O sistema de justiça comunal acusa Don Evaristo, de 80 anos, pelo assassinato de sua neta Yana-Wara, de 13 anos. Durante a audiência, todos ficam sabendo da trágica história desta jovem.

## Elenco
- Luz Diana Mamani como Yana-Wara[5]
- Cecilio Quispe como Don Evaristo[5]
- Juan Choquehuanca[2]
- Irma D. Percca[2]
- José D. Calisaya [2]

## Lançamento
Yana-Wara teve sua estreia mundial em 13 de agosto de 2023, como parte da competição de ficção no 27º Festival de Cinema de Lima, e depois foi exibido na 9ª Semana de Cinema da Universidade de Lima em 12 de novembro de 2023. Fará parte da principal seleção competitiva do 27º Festival de Cinema de Málaga em 6 de março de 2024. Distribuído pela V&R Films, foi lançado nos cinemas do Peru em 4 de abril de 2024.